# الدوري الأردني 1984
شهد موسم الدوري الأردني لعام 1984 12 فريقاً في المنافسة. فاز نادي عمان الرياضي بالبطولة.